# Тейтум (Південна Кароліна)
Тейтум (англ. Tatum) — місто (англ. town) в США, в окрузі Марльборо штату Південна Кароліна. Населення — 76 осіб (2020).

## Географія
Тейтум розташований за координатами 34°38′38″ пн. ш. 79°35′12″ зх. д. / 34.64389° пн. ш. 79.58667° зх. д. (34.643820, -79.586710).  За даними Бюро перепису населення США в 2010 році місто мало площу 2,35 км², уся площа — суходіл.

## Демографія
Згідно з переписом 2010 року, у місті мешкало 75 осіб у 32 домогосподарствах у складі 20 родин. Густота населення становила 32 особи/км².  Було 38 помешкань (16/км²).
Расовий склад населення:
| - 73,3 % — білих - 17,3 % — чорних або афроамериканців - 9,3 % — корінних американців |

До двох чи більше рас належало 0,0 %. Частка іспаномовних становила 1,3 % від усіх жителів.
За віковим діапазоном населення розподілялося таким чином: 20,0 % — особи молодші 18 років, 68,0 % — особи у віці 18—64 років, 12,0 % — особи у віці 65 років та старші. Медіана віку мешканця становила 44,8 року. На 100 осіб жіночої статі у місті припадало 120,6 чоловіків;  на 100 жінок у віці від 18 років та старших — 100,0 чоловіків також старших 18 років.
Середній дохід на одне домашнє господарство  становив 33 719 доларів США (медіана — 26 429), а середній дохід на одну сім'ю — 34 563 долари (медіана — 31 500). За межею бідності перебувало 10,1 % осіб, у тому числі 0,0 % дітей у віці до 18 років та 0,0 % осіб у віці 65 років та старших.
Цивільне працевлаштоване населення становило 66 осіб. Основні галузі зайнятості: освіта, охорона здоров'я та соціальна допомога — 34,8 %, публічна адміністрація — 21,2 %, будівництво — 15,2 %, науковці, спеціалісти, менеджери — 13,6 %.